# Bulbostylis cupricola
Bulbostylis cupricola är en halvgräsart som beskrevs av Paul Goetghebeur. Bulbostylis cupricola ingår i släktet Bulbostylis och familjen halvgräs.
Artens utbredningsområde är Kongo-Kinshasa. Inga underarter finns listade i Catalogue of Life.